# Translohr

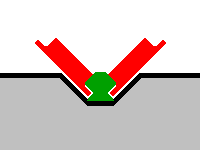
Schema van de geleidingstechniek van de Translohr. De sleuf is zo smal dat een fietser er niet met het wiel in kan geraken.

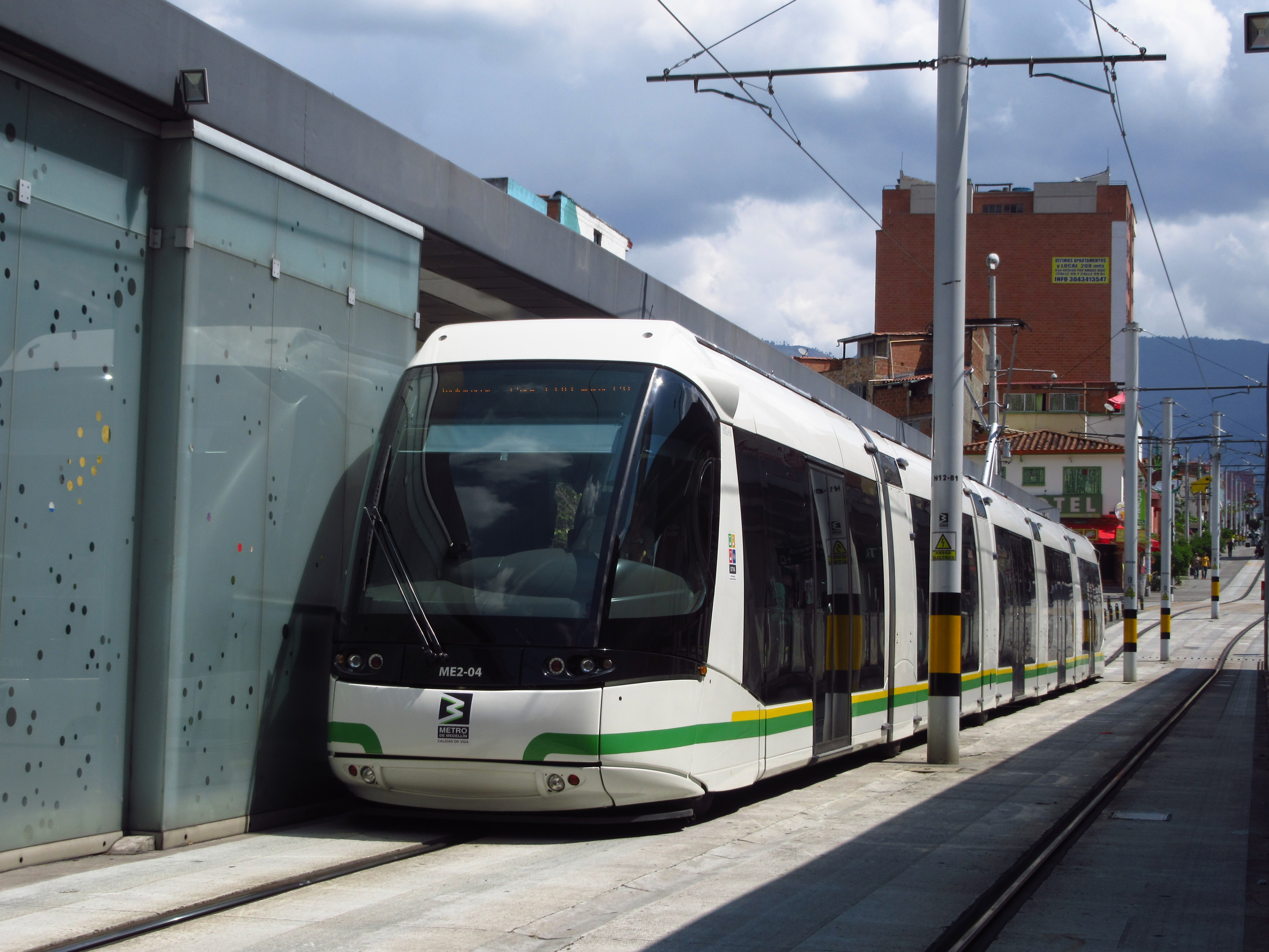
Translohr STE5 in Medellín

Translohr is een lagevloertram op luchtbanden van fabrikant Lohr Industrie uit Duppigheim (bij Straatsburg).

## Techniek en uitvoeringen
Voor de geleiding maakt de Translohr gebruik van een rail waarover twee schuinstaande wielen (45 graden ten opzichte van de weg en 90 graden ten opzichte van elkaar) rijden. Aangezien de twee wielen om de rail grijpen, is de kans op ontsporingen kleiner dan bij de TVR of GLT van Bombardier. Toch wordt in Clermont-Ferrand na diverse ontsporingen erkend dat ze een verkeerde keuze gemaakt hebben. 
De Translohr is een tweerichtingsvoertuig en lijkt qua constructie en uiterlijk nog meer op een conventionele tram dan (andere) geleidebussystemen. Zo heeft de Translohr geen stuur, kan hij niet zonder geleiding rijden, en vertoont hij qua verdeling van de assen en geledingen overeenkomsten met de Weense lagevloertram ULF. De Translohr kan worden voorzien van accu's, waarmee hij enkele kilometers zonder bovenleiding kan rijden. Dit kan een uitkomst zijn in historische stadscentra, waar de visuele vervuiling van bovenleidingen vaak als ongewenst wordt beschouwd.
De Translohr-voertuigen kunnen in vier verschillende uitvoeringen geleverd worden:
- STE2: 2-delig/3-assig, 18 meter lang
- STE3: 3-delig/4-assig, 25 meter lang
- STE4: 4-delig/5-assig, 32 meter lang
- STE5: 5-delig/6-assig, 39 meter lang

De voertuigen zijn in principe 2,20 meter breed, maar kunnen ook geleverd worden met een grotere bakbreedte (tot 2,65 meter). De draaicirkel bedraagt 10,5 meter en de maximumsnelheid is 70 km/h. De Translohr kan hellingen tot 13% aan.
De banden van de Translohr worden geleverd door Michelin.

## Gebruikers
In 2000 en 2001 werd de Translohr door de RATP getest in het zuidoosten van Parijs voor de Trans Val-de-Marne (TVM). Ook geleidebussystemen als de Civis en TVR zijn daar getest. In de Franse stad Clermont-Ferrand (zie Tram van Clermont-Ferrand) en in de Italiaanse steden Padua en Venetië-Mestre zijn in 2006 Translohrlijnen in gebruik genomen. In Padua rijden STE3's, in Clermont-Ferrand en Venetië-Mestre STE4's.
In de Japanse stad Sakai wordt een proeftracé aangelegd. In de Chinese stad Tianjin ligt sinds 2007 een Translohrverbinding. In Shanghai heeft van 2009 tot aan juni 2023 een lijn gereden. Ook Ho Chi Minhstad krijgt mogelijk een Translohr.
In december 2012 is de Translohr gaan rijden op de Tramlijn 5 van Île-de-France, tussen Saint-Denis en Sarcelles en in 2014 op de Tramlijn 6 tussen metrostation Châtillon - Montrouge en station Viroflay-Rive-Droite.

## Juridische status
Omdat de Translohr niet zonder geleiding kan rijden, zal het voertuig waarschijnlijk niet de status van motorvoertuig (autobus) krijgen. De voertuigen die proefreden op het net in Clermont-Ferrand zijn dan ook niet voorzien van kentekenplaten.